# Obila inangulata
Obila inangulata är en fjärilsart som beskrevs av W. Warren 1895. Obila inangulata ingår i släktet Obila och familjen mätare. Inga underarter finns listade i Catalogue of Life.